# Felix Schoeller (Unternehmen)
Felix Schoeller ist ein deutscher Hersteller von Spezialpapier, insbesondere von Fotopapier und Dekorpapier. Im Bereich Dekorpapier gehört Felix Schoeller zu den drei Marktführern in Europa. Das 1895 gegründete und fünf Generationen lang familiengeführte Unternehmen hat seinen Sitz in Osnabrück (Niedersachsen). Es produziert mit rund 3.700 Mitarbeitern an elf weltweiten Standorten Imaging- und Dekorpapier sowie technische Spezialpapiere und Folien. Das Unternehmen ist in Besitz von über 150 Familienmitgliedern.

## Geschichte

### 1895 bis 1932

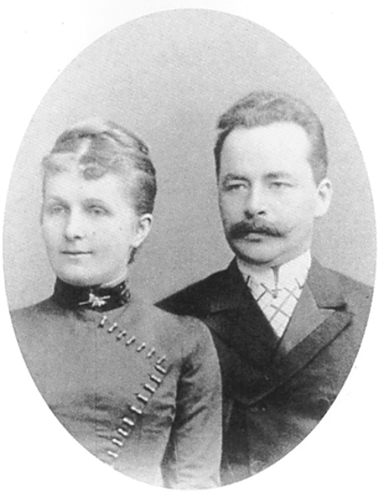
Felix H. M. Schoeller mit seiner Frau Agnes

Felix Hermann Maria Schoeller (1855–1907), Sohn des Papiermachers Felix Heinrich Schoeller (1821–1893), setzte schon früh auf die sich entwickelnde Fotografie und erkannte, dass für (Silbersalz-)Fotopapier ein wachsender Markt entstehen würde. 1895 übernahm er die Grunersche Papierfabrik in Gretesch, seit 1972 Stadtteil von Osnabrück, und gründete die Papierfabrik Felix Schoeller jr, um Fotobasispapiere herzustellen. Bereits ein Jahr später lief in Burg Gretesch die erste Papiermaschine an. Die ersten Rollen gingen an die Firma Gevaert in Belgien. Neben Fotobasispapieren produzierte Felix Schoeller weiterhin Papiere aus dem Sortiment des Vorbesitzers, darunter Dokumentpapiere, Zeichen- und Verpackungspapiere.
Mit seiner Frau Agnes Schoeller, geb. Böhm (1861–1945) hatte Felix Hermann Maria Schoeller vier Kinder. Nach seinem Tod im Jahr 1907 übernahmen die Söhne Felix Heribert, Lothar und Gerhard Schoeller die Leitung des Unternehmens. Auch Schoellers Tochter Magdalene erbte einen Anteil des Unternehmens, stieg aber nicht in die Geschäftsleitung ein. 1912 gründete das Unternehmen die Felix Schoeller Paper Company in den USA. Das Tochterunternehmen siedelte sich in New York an. 1932 wurden erste Versuche unternommen, lackiertes Papier herzustellen.

### Expansion nach 1945
Das Unternehmen wuchs nach Ende des Zweiten Weltkriegs weiter. 1949 stieg die dritte Schoeller-Generation mit Klaus, Felix Richard und Gert Schoeller in die Unternehmensleitung ein. 1962 hatte Schoeller erstmals einen Exportanteil von über 60 Prozent. Von 1964 an war Hans-Georg-Gallenkamp, Schwiegersohn von Gerhard Schoeller, Mitglied der Geschäftsführung. 1978 setzte das Unternehmen etwa 170 Millionen Mark um.
Als 1980 Hans-Michael Gallenkamp (* 1945), ein Enkel Gerhard Schoellers, die Leitung des Unternehmens übernahm, bereinigte er das Sortiment. Fortan wurde nur noch, mit wenigen Ausnahmen, Fotobasispapier produziert. Er ließ 1986 die weltweit leistungsfähigste Papiermaschine für Fotobasispapier, die PM 1, in Osnabrück bauen. 1989 überstieg der Umsatz im Stammwerk 500 Millionen Mark.

### 1990 bis 2000
Nach der Wiedervereinigung übernahm Schoeller die „Freiberger Papierfabrik zu Weißenborn GmbH“, den damals in Osteuropa führenden Anbieter für Fotobasispapiere. Gleichzeitig wurde die Fokussierung auf die Produktion von Fotobasispapieren aufgegeben. Grund hierfür war der Beginn des Technologiewandels von der analogen zur digitalen Fotografie. Er wurde in der Foto-Branche als große Bedrohung angesehen. Felix Schoeller begann mit der Entwicklung und Produktion von Papieren für hochwertige, fotoähnliche Digitaldrucke, damals im Wesentlichen Inkjetdrucke. Zum anderen diversifizierte das Unternehmen in einen weiteren Bereich der Spezialpapiererzeugung, die Dekorpapiere für die Holzwerkstoffindustrie.
1991 kaufte das Unternehmen die „Papierfabrik zu Penig GmbH“. 1993 folgte die Übernahme von zwei Werken der Technocell AG, Pasing und Günzach – die zweitgrößte Investition seit der Unternehmensgründung. Aus der Technocell AG wurde Technocell Dekor, eine 100-prozentige Tochter von Felix Schoeller, Hersteller von hochwertigen Dekorpapieren. Diese Spezialpapiere dienen zur dekorativen Beschichtung von Holzwerkstoffen und werden in bedruckter oder unbedruckter Form mit Kunstharzen durchtränkt und anschließend auf das Trägermaterial laminiert beziehungsweise kaschiert. 1998 wurde die Papierfabrik in Titisee-Neustadt übernommen. 1998 wurde mit dem Ausbau des Werkes Weißenborn begonnen. In Weißenborn finden sich alle Produktionsschritte – von der Rohpapierherstellung über die Veredelung mit einer Kunststoff (PE)-Beschichtung und dem Aufbringen von Farbempfangsschichten bis zur Konfektionierung und Lagerung – unter einem Dach.

### Seit 2000

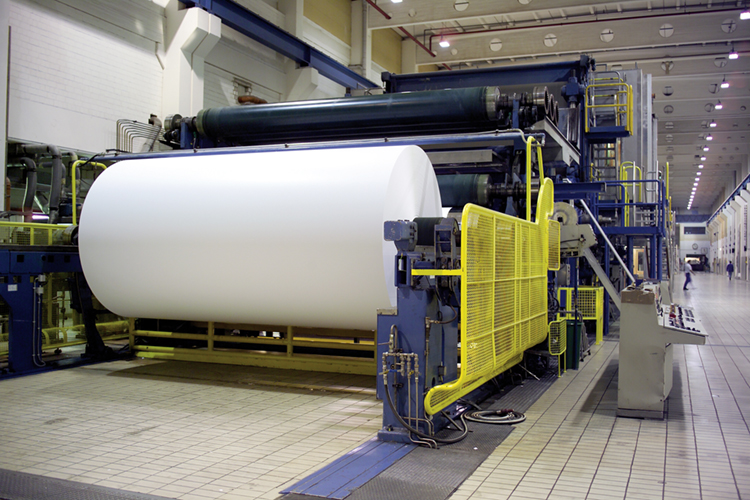
Die Papiermaschine 1 in Osnabrück

Im Jahr 2000 wurde die Felix Schoeller Limited in Großbritannien geschlossen; 2004 lehnte es das Unternehmen ab, Rentenansprüche von 392 ehemaligen Mitarbeitern auszugleichen.
2001 gründeten Felix Schoeller und die Kunz Holding die Technocell Inc, ein Joint Venture zur Herstellung von Dekorpapieren für den nordamerikanischen Markt. Mit der Übernahme aller Kunz-Anteile endete 2003 das Joint Venture.
Seit 2006 ist Technocell Dekor mit dem im Joint Venture betriebenen Werk Mayak-Technocell in Pensa auch auf dem russischen Markt vertreten. Dort wurde 2009 eine neue Papiermaschine, die PM 5, gebaut, um den wachsenden russischen und osteuropäischen Markt versorgen zu können.
2007 übernahm Bernhard Klofat die Leitung des Unternehmens, Hans-Michael Gallenkamp wechselte in den Vorsitz des Unternehmensbeirats. Mit Bernhard Klofat hat erstmals ein Fremdgeschäftsführer den Vorsitz der Geschäftsführung.
2007 verlor Felix Schoeller den Großkunden Fuji Corporation, der 25 Jahre lang Abnehmer von Schoeller-Produkten gewesen war. In der Folge kündigte das Unternehmen im Oktober 2007 den Abbau von etwa 270 Arbeitsplätzen am Standort Osnabrück sowie 25 an weiteren Standorten in Deutschland und Übersee an.
2007 wurde Felix Schoeller Supply Chain Technologies als 100-prozentige Tochter von Felix Schoeller gegründet. Das Unternehmen entwickelt und implementiert RFID-gestützte Lösungen für das Supply Chain Monitoring. Seit Mitte der 1990er Jahre setzt Felix Schoeller Systeme für das Supply Chain Monitoring um.
2007 ermittelte das Bundeskartellamt gegen die Felix Schoeller Holding und die Technocell Dekor in Osnabrück sowie weitere Unternehmen der Branche wegen Verdachts auf „Wettbewerb beschränkende Absprachen zu Lasten der Kunden“ und durchsuchte am 6. November 2007 Geschäftsräume beider Firmen. Im Januar 2008 verhängte das Bundeskartellamt gegen Schoeller und zwei weitere Hersteller von Dekorpapier Geldbußen in Höhe von insgesamt 62 Millionen Euro wegen Preis- und Kapazitätstilllegungsabsprachen.
2008 betrug der Absatz von Felix Schoeller etwa 340.000 Tonnen Papier. Der Umsatz lag im selben Jahr bei 655 Millionen Euro. Felix Schoeller investierte 2010 in den Umbau der Papiermaschine 1. Als weltweit erste „Kombimaschine“ ist die PM 1 in der Lage, neben den bisher produzierten Fotobasispapieren auch die anderen Imaging-Papiere und Dekorpapiere herzustellen.

### Seit 2010
Mit Wirkung zum 1. März 2014 wurden die RFID-Aktivitäten der Felix Schoeller Supply Chain Technologies (FST) an die Wilms oHG, Bad Essen verkauft. Hintergrund ist die Konzentration auf das Kerngeschäft.
Durch die Gründung von Winbon Schoeller New Materials – ein Joint Venture mit dem chinesischen Zellstoffhandelsunternehmen und Spezialpapierhersteller Welbon Group – folgte 2017 die Expansion auf den chinesischen Markt.
2018 wurde in Pensa (Russland), die neue Papiermaschine (PM) 6 in Betrieb genommen.
Zum 1. Juli 2018 übernahm Hans-Christoph Gallenkamp (* 1969) den Vorsitz der Geschäftsführung, womit das Unternehmen wieder von einem Familienmitglied geleitet wird.

### Seit 2020
2020 feierte Felix Schoeller sein 125-jähriges Bestehen.

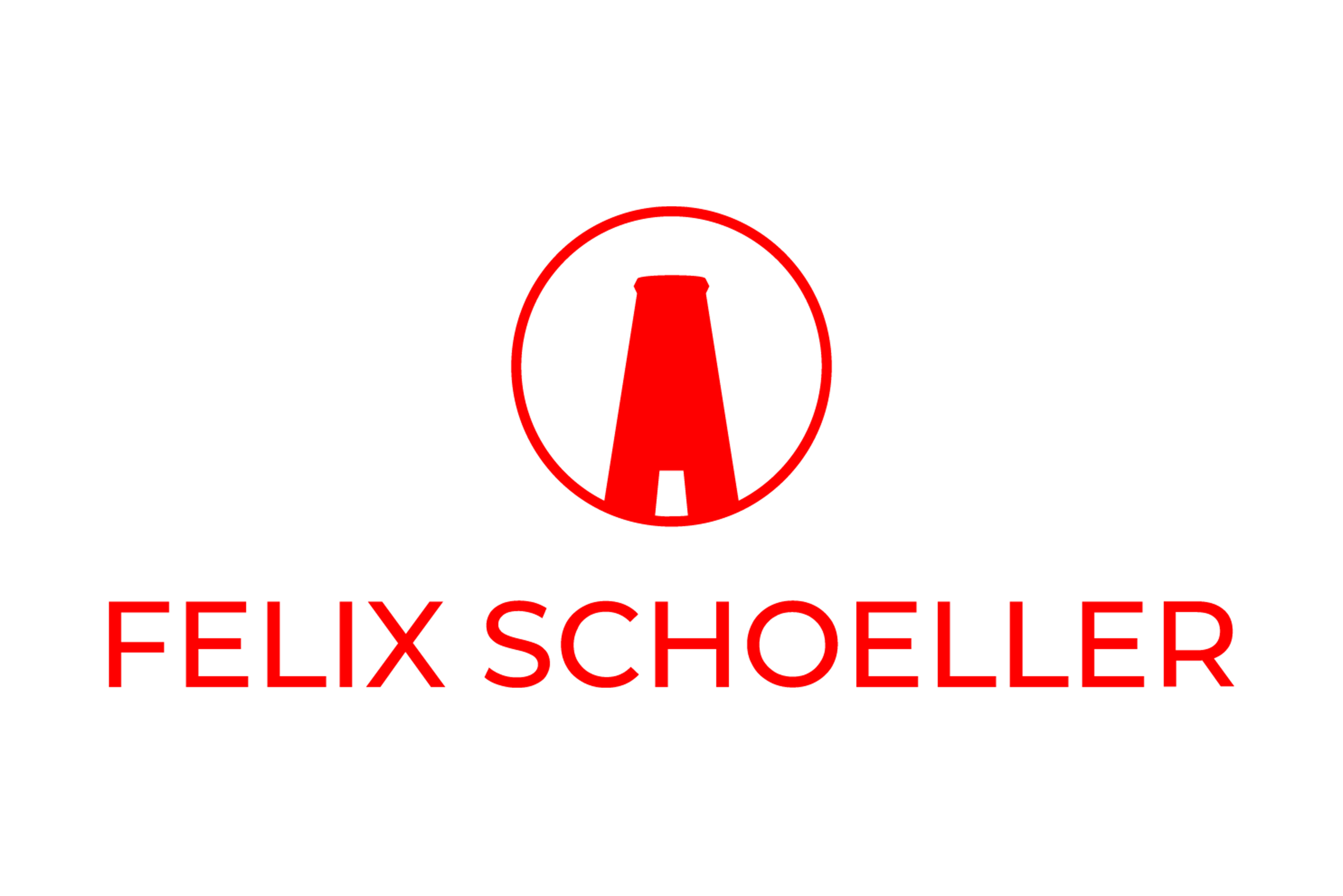
Seit Februar 2023 tritt Felix Schoeller unter einer neuen Marke auf.

Bis 2023 will Felix Schoeller mehr als 100 Millionen Dollar in den Ausbau der Kapazitäten in Nordamerika investieren. Am Standort in Pulaski (USA) soll der Neubau eines Silikoncoaters für die lokale Versorgung des amerikanischen Releaseliner-Marktes realisiert werden. Mit dem Umbau der Papiermaschine in Drummondville (Kanda) plant das Unternehmen, seine Kapazität um mehr als 40.000 Tonnen pro Jahr zu erweitern.
Seit Februar 2023 tritt Felix Schoeller unter einer neuen Marke auf. Der Spezialpapierhersteller hat unter anderem sein Logo angepasst. Der neue Claim heißt Paper Made For Life.

## Standorte

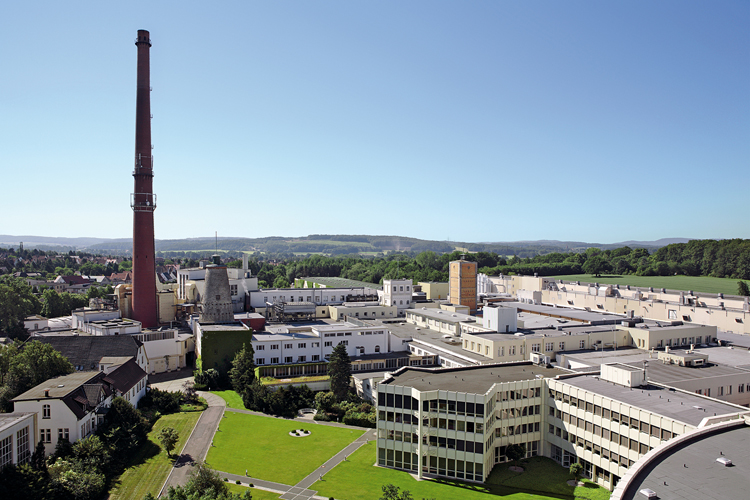
Hauptwerk: Felix Schoeller Osnabrück

Das Hauptwerk befindet sich in Osnabrück, weitere Produktionsstandorte sind Günzach (Bayern), Titisee-Neustadt (Baden-Württemberg) sowie Penig und Weißenborn (Sachsen). Außereuropäische Werke befinden sich in Pulaski (New York), Anaheim (Kalifornien) und Drummondville (Kanada) sowie als Joint Venture Mayak-Technocell in Pensa (Russland), Winbon Schoeller New Materials Co., Ltd in Longyou (China) und Schoeller India Industries Pvt. Ltd. in Mumbai (Indien).
Das Unternehmen ist mit Service- und Vertriebsstandorten in Shanghai (China), Kuala Lumpur (Malaysia), Melbourne (Australien) São Paulo (Brasilien) und Tokyo (Japan) vertreten.

## Produkte
In den 1980er Jahren zeichneten sich mit dem Aufkommen der ersten Digitalkameras Alternativen zur klassischen Fotoreproduktion ab. Dies führte zu einem Strategiewandel für Felix Schoeller. Zum einen entwickelte Felix Schoeller Papier für den Druck digitaler Fotos. Zum anderen stieg das Unternehmen neben der Produktion von Inkjet- und Thermotransferpapieren in die Herstellung von Dekorpapieren ein. Die beiden Geschäftsfelder Imaging und Dekor tragen jeweils etwa die Hälfte zum Absatz bei.
Das Unternehmen stellt neben matt und glänzend gestrichenen Papieren für den Fotoausdruck auch PE-Fotopapiere für professionelle Fotoausdrucke, Prüfpapiere für die Druckvorstufe, Solvent- und UV-Curable-Papiere für die Gestaltung von Werbeflächen im Innen- oder Außenbereich sowie Fotopapiere für Fotobücher. Felix Schoeller ist ausschließlich im B2B-Bereich tätig, zu den Kunden gehören internationale Druckerhersteller.
Die Dekorpapiere von Technocell Dekor dienen als Basis für die Oberflächenveredelung von Holzwerkstoffen, wie Span- oder MDF-Platten. Oberflächen aus Dekorpapier finden sich zum Beispiel auf Küchenarbeitsplatten, Möbeln, Türen, Wandverkleidungen und Laminatfußböden. Zum Sortiment gehören LPL-, HPL- und CPL-Papiere in Uni- oder Druckbasisqualität, Kantenpapiere, Folienpapiere, Vorimprägnate (PRIP), Regeneratpapiere sowie inkjetfähige Dekorpapiere.
Zusätzlich produziert Felix Schoeller technische Spezialpapiere und Folien und entwickelt Speziallösungen im Bereich New Technologies, von IT-gestützten Lösungen auf Basis der RFID-Technologie bis hin zu Papieren für das Drucken von elektronischen Elementen (p_e:smart).